# Microleve ML 450
Die Microleve ML 450 ist ein Ultraleichtflugzeug des brasilianischen Herstellers Microleve Ind. e Com. Ltda.

## Konstruktion
Die ML 450 ist ein zweisitziges Flugzeug, das als Hochdecker ausgelegt ist. Der Rumpf besteht zum größten Teil aus der geschlossenen Kabine aus Aluminiumrohren und Verbundwerkstoffen mit daran anschließendem Heckausleger und konventionellem mit Stoff bespanntem Leitwerk. Das Flugzeug verfügt über ein festes Bugradfahrwerk. Die Tragfläche befindet sich auf Streben über der Kabine und besteht aus einer Rohrkonstruktion, über welche imprägnierter Stoff gespannt ist. Hierauf ist der Motor angebracht, der einen Druckpropeller antreibt. Als Motoren fanden der Rotax 503 mit 37 kW, der Rotax 582 mit 35 kW oder der Rotax 618 mit 55 kW Verwendung. Die ML 450 wurde auch als Bausatz verkauft.

## Technische Daten
| Kenngröße             | Daten                              |
| --------------------- | ---------------------------------- |
| Besatzung             | 1                                  |
| Passagiere            | 1                                  |
| Länge                 | 6,84 m                             |
| Spannweite            | 10,30 m                            |
| Höhe                  | 2,10 m                             |
| Flügelfläche          | 16,48 m²                           |
| Leermasse             | 220 kg                             |
| max. Startmasse       | 980 kg                             |
| Reisegeschwindigkeit  | 113 km/h                           |
| Höchstgeschwindigkeit | 161 km/h                           |
| Dienstgipfelhöhe      | 3000 m                             |
| Reichweite            | 357 km                             |
| Triebwerke            | 1 × Rotax-618-Boxermotor mit 60 kW |